# Veľké Teriakovce
Veľké Teriakovce é um município da Eslováquia, situado no distrito de Rimavská Sobota, na região de Banská Bystrica. Tem 22,35 km² de área e sua população em 2018 foi estimada em 831 habitantes.

## Demografia
| Ano:        | 1994 | 2004   | 2014   | 2024   |
| ----------- | ---- | ------ | ------ | ------ |
| Broj ljudi: | 836  | 914    | 884    | 833    |
| Razlika:    |      | +9,33% | -3,28% | -5,76% |

| Ano:               | 2023 | 2024   |
| ------------------ | ---- | ------ |
| Número de pessoas: | 845  | 833    |
| Diferença:         |      | -1,42% |